# Tonnay-Charente
Tonnay-Charente je naselje in občina v zahodnem francoskem departmaju Charente-Maritime regije Poitou-Charentes. Leta 2007 je naselje imelo 7.434 prebivalcev.

## Geografija
Kraj leži v pokrajini Aunis ob reki Charente, 7 km vzhodno od Rocheforta.

## Uprava
Tonnay-Charente je sedež istoimenskega kantona, v katerega so poleg njegove vključene še občine Cabariot, Genouillé, Lussant, Moragne, Muron, Saint-Coutant-le-Grand in Saint-Hippolyte z 12.861 prebivalci.
Kanton Tonnay-Charente je sestavni del okrožja Rochefort.

## Zanimivosti
- viseči most čez reko Charente, zgrajen v dolžini 623 metrov leta 1842, eden najstarejših te vrste v Evropi.
- trgovsko rečno pristanišče,
- vodni stolp.

## Pobratena mesta
- Sandown (otok Wight, Združeno kraljestvo);